# Agave origiesiana
Agave origiesiana là một loài thực vật có hoa trong họ Măng tây. Loài này được (Roezl) Trel. mô tả khoa học đầu tiên năm 1920.